# Ben Hutton
Ben Hutton (Brockville, 20 aprile 1993) è un hockeista su ghiaccio canadese.

## Palmarès

### Mondiali
- 1 medaglia:
  - 1 oro (Russia 2016)